# Isla Anna María
La Isla Anna María (en inglés: Anna Maria Island) A veces llamada Cayo Anna María o Anna Maria Key, es una isla de barrera en la costa del condado de Manatee, Florida, al sur de los Estados Unidos. Limita al oeste con el Golfo de México, al sur con Longboat Pass (que la separa de Longboat Key), al este con Anna Maria Sound y al norte con Tampa Bay. Anna Maria tiene aproximadamente siete millas de largo de norte a sur.
Anna Maria fue descubierta por las tribus locales de Timucan y Caloosan, y posteriormente por exploradores españoles (incluyendo a Hernando de Soto) en nombre de la Corona española. Hernando de Soto y su tripulación entraron en la boca de la bahía de Tampa, al norte de la isla de Anna María, en mayo de 1539.
La tradición dice que "un explorador español" nombró el lugar "Cayo Ana María" en honor a la Virgen María y a su madre, Santa Ana.

## Véase también

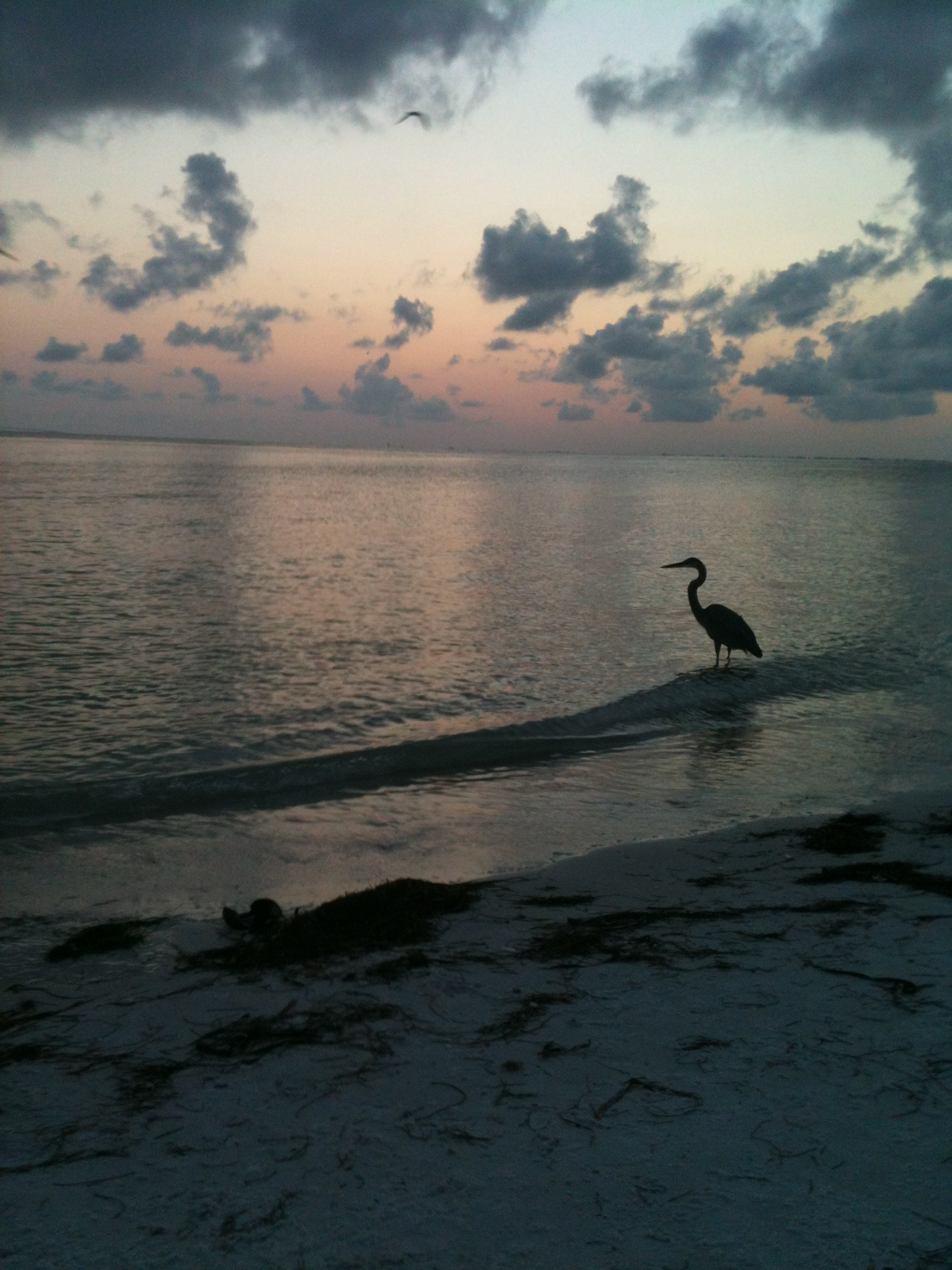
Vista al atardecer